# Hugh O'Leary
Hugh O'Leary (Merseyside, Reino Unido, 19 de julio de 1974), es un contador y jurisconsulto británico, conocido por ser el esposo de Liz Truss, exprimera ministra del Reino Unido.

## Biografía
O'Leary nació en Allerton, Liverpool, y se crio en Heswall, en Wirral, siendo el mayor de tres hermanos. La madre de O'Leary, Susan, era enfermera, y su padre, John, era un profesor universitario que se formó como abogado y trabajó para la firma legal del abogado de Liverpool Rex Makin.
O'Leary asistió a la Escuela Birkenhead, donde estudió Matemáticas y Matemáticas, nivel A, y se postuló sin éxito a la Universidad de Oxford para estudiar Filosofía, política y economía. Luego pasó a estudiar econometría y economía matemática en la London School of Economics antes de convertirse en contador. Mientras estaba en la universidad, conoció a Thérèse Coffey, quien más tarde sería la vice primera ministra de Liz Truss.

## Carrera
O'Leary trabajó como director financiero en Affinity Global Real Estate.
O'Leary trabajaba en Arrakis Investments Limited, una empresa que, en ese momento, no tenía más empleados que su único director.

## Carrera política
O'Leary se ha presentado sin éxito por el Partido Conservador en las elecciones locales al Ayuntamiento de Greenwich, Londres en varias ocasiones. En las elecciones del consejo de 1998, fue candidato por el distrito de St Alfege, controlado por los laboristas. En la elección del consejo posterior en el 2002, se presentó como candidato para uno de los escaños en  Greenwich West; los tres escaños fueron ganados por el Partido Laborista.
Su candidatura más reciente hasta la fecha fue en las elecciones locales de Greenwich del 2006, esta vez en el distrito de Charlton, cuando O'Leary y los otros partidos de oposición terminaron con un margen considerable detrás de los candidatos laboristas ganadores. En esta elección, su esposa Liz Truss fue elegida para el distrito de Eltham South, que representó hasta 2010. O'Leary se ha mantenido activo en la política como miembro de los conservadores, haciendo campaña con el partido en Greenwich en el 2022.

## Vida personal

### Matrimonio
O'Leary conoció a Truss en la conferencia del Partido Conservador de 1997 en Blackpool. La primera cita de la pareja la pasó patinando sobre hielo, durante la cual O'Leary se torció el tobillo. O'Leary y Truss se casaron en el 2000; viven en Greenwich, el sureste de Londres y el distrito electoral del suroeste de Norfolk, que Truss ha representado desde 2010. Se quedó con Truss después de su relación extramatrimonial con el parlamentario conservador Mark Field. La pareja tiene dos hijas.